# 派恩希爾 (紐約州)
派恩希爾（英語：Pine Hill）是位於美國紐約州阿爾斯特縣的普查規定居民點。

## 人口
根據2020年美國人口普查的數據，派恩希爾的面積為5.40平方千米，當中陸地面積為5.38平方千米，而水域面積為0.02平方千米。當地共有人口275人，而人口密度為每平方千米50.93人。